# Intendente
L'intendente è un funzionario con attribuzioni per lo più amministrative, variabili secondo gli ordinamenti, le epoche e i contesti. L'ufficio al quale è preposto è detto intendenza.
È detta intendente anche la persona incaricata di amministrare i beni di una famiglia reale o nobile.

## Storia
Il vocabolo (dal latino intendere = controllare) è stato introdotto nella lingua italiana nel XVII secolo, come traduzione del francese intendant, funzionario regio investito di grandi poteri in un vasto territorio, ossia in una o più province. Rappresentante locale del sovrano e strumento di accentramento monarchico, egli svolgeva funzioni d'ordine pubblico e di amministrazione giudiziaria e finanziaria. 
La figura dell'Intendente compare in testi legislativi del Regno Piemontese già nel secolo XVIII, e segnatamente nelle Regie Costituzioni 1770.
La funzione dell'intendente venne introdotta con legge dell'8 agosto 1806 nel Regno di Napoli: l'intendente era il funzionario di nomina regia a capo di una Provincia, la circoscrizione amministrativa creata da Giuseppe Bonaparte sulla base del modello francese; le Province erano divise distretti a capo dei quali fu posto un Sottointendente. La suddetta legge prevedeva, inoltre, la dipendenza dell’Intendente dal Ministero dell’Interno per l’amministrazione civile, dal Ministero delle Finanze per l’amministrazione finanziaria e dal Ministero della Polizia per l’amministrazione di polizia. Per le materie di competenza di altri ministeri, gli intendenti sarebbero stati incaricati dai rispettivi ministri. 
Dopo la restaurazione nel Regno delle Due Sicilie la legge dell'8 dicembre 1816 definisce l'intendente come "la prima autorità della Provincia", assegnandoli rilevanti funzioni amministrative, civili, militari, di polizia e di finanza, ovvero è il funzionario principale di raccordo del territorio della Provincia con il potere centrale. In Sicilia le intendenze erano chiamate anche valli. Il 1º gennaio 1818 le tre grandi valli di Mazzara, di Noto e di Demone furono divise in sette valli minori, amministrate da sette intendenze: Palermo, Messina, Catania, Girgenti, Siracusa, Trapani e Caltanissetta.
Dopo l'unità nel Regno d'Italia il funzionario equivalente all'intendente venne denominato "prefetto", mentre l'intendente di finanza era il responsabile provinciale dell'amministrazione finanziaria.

## Intendenza militare
In campo militare l'intendenza è il complesso organismo - esistente presso tutti gli eserciti che ha la funzione di assicurare alle truppe in campo ogni cosa necessaria al combattimento, costituito da molteplici organi, ciascuno dei quali sovrintende a un determinato "servizio", e al coordinamento dei quali presiedono ufficiali di stato maggiore.

## Nel mondo

### Argentina
In Argentina l'intendiente è l'alcalde delle maggiori città.

### Francia
L'intendant, era quel funzionario regio, detto anche "commissario reale", che nell'ancien régime svolgeva funzioni di ordine pubblico e di amministrazione giudiziaria e finanziaria.

### Russia e Unione Sovietica
Nell'esercito dell'Impero russo e successivamente in Unione Sovietica (a partire dal 1935 nell'Armata Rossa) gli intendenti erano gli ufficiali che si occupavano della logistica e dell'amministrazione.